# Панейра, Витор
Ви́тор Мануэ́л да Ко́шта Арау́жо (порт. Vítor Manuel da Costa Araújo; род. 16 февраля 1966, Вила-Нова-ди-Фамаликан), более известный как Ви́тор Пане́йра (порт. Vítor Paneira) — португальский футболист, игравший на позиции полузащитника. Известен по выступлениям за лиссабонскую «Бенфику». Участник чемпионата Европы 1996 года в составе сборной Португалии.

## Клубная карьера
Родился 16 февраля 1966 года в городе Вила-Нова-ди-Фамаликан. В 1984 году Панейра начал профессиональную карьеру в местном клубе «Фамаликан», после чего присоединился к клубу второй лиги Португалии «Визела» на сезон 1987/1988, в котором получил свой первый вызов в сборную до 21 года на Турнир в Тулоне.
Своей игрой за эту команду привлёк внимание представителей тренерского штаба клуба «Бенфика», к которому он присоединился в 1988 году. Отыграл за лиссабонский клуб следующие семь сезонов своей игровой карьеры. Большую часть времени, проведённого в составе «Бенфики», был игроком стартового состава команды. В составе команды трижды становился чемпионом Португалии (в сезонах 1988/1989, 1990/1991 и 1993/1994), а также обладателем Кубка (1992/1993) и Суперкубка Португалии (1989). Кроме того, в сезоне 1989/1990 «Бенфика» вышла в финал Кубка европейских чемпионов, сам Панейра так же принял участие в финальном матче, проигранном «Милану» со счетом 1:0. В четвертьфинале Кубка УЕФА 1992/1993 забил дубль и принёс своей команде победу со счётом 2:1 над «Ювентусом» под руководством Джованни Трапаттони, однако команда не сумела выйти в следующий этап турнира.
В 1995 году у Панейры, носившего на тот момент капитанскую повязку «Бенфики», возник конфликт с новым тренером команды Артуром Жорже. В результате Витор покинул команду и заключил контракт с клубом «Витория» (Гимарайнш), в составе которого провёл следующие четыре года своей карьеры игрока. Играя в составе «Витории», также в основном выходил на поле в основном составе команды.
Завершил профессиональную игровую карьеру в клубе «Академика», за который выступал на протяжении 1999—2001 годов во второй лиге Португалии.

## Карьера в сборной
12 октября 1988 года дебютировал в официальных матчах в составе национальной сборной Португалии в товарищеском матче против Швеции (0:0). В течение карьеры в национальной команде, продолжавшейся 9 лет, провёл в форме главной команды страны 44 матча, забив 4 гола. 29 мая 1996 года сыграл свой последний матч за сборную, товарищеский матч против Ирландии (1:0).
В составе сборной был участником чемпионата Европы 1996 года в Англии. На этом турнире сборная дошла до четвертьфинала, однако Панейра был одним из немногих игроков, так и не вышедших на поле.

## Тренерская карьера
Панейра начал свою тренерскую карьеру в 2002 году под руководством «Серседело» из четвёртого дивизиона. После этого руководил клубами «Рибейран», «Морейренсе», «Марко» и «Вила-Меан». В 2008 году снова возглавил свой самый первый клуб «Фамаликан».
16 декабря 2009 года Панейра был назначен тренером футбольного клуба «Боавишта», ставшего чемпионом лиги 2001 года, однако теперь опустившегося в третий дивизион. 24 мая 2011 года он был назначен в другую команду этой лиги, «Тондела», сумев заработать продвижение в классе через плей-офф в первом же сезоне. 10 июня 2012 года Панейра подписал продление контракта на один год. 8 ноября следующего года он был освобождён от своих обязанностей, оставив команду на девятой позиции.
В марте 2014 года португальский специалист возглавил клуб третьего дивизиона «Варзин». Его уволили в начале мая 2015 года после ряда неудачных результатов. 30 мая 2015 года вернулся в «Тонделу», чтобы стать первым тренером клуба в высшем дивизионе Португалии. 6 октября был уволен после того, как набрал всего 4 очка в первых семи турах чемпионата.
10 апреля 2023 года Панейра вернулся к работе впервые за более чем семь лет, снова подписав контракт с «Варзином» до 2025 года. Он был их третьим тренером в сезоне Лиги 3, до конца которого осталось четыре игры. Команда избежала вылета из чемпионата в последний день, одержав победу со счетом 1:0 над «Фафе».

## Вне футбола
Сразу после завершения карьеры, продолжая оставаться действующим тренером, Панейра работал спортивным комментатором на кабельном канале Sport TV.

## Статистика

### Клубная
| Выступление         | Выступление      | Выступление      | Чемпионат | Чемпионат | Кубок | Кубок | Суперкубок | Суперкубок | Еврокубки | Еврокубки | Итого | Итого |
| Клуб                | Лига             | Сезон            | Игры      | Голы      | Игры  | Голы  | Игры       | Голы       | Игры      | Голы      | Игры  | Голы  |
| ------------------- | ---------------- | ---------------- | --------- | --------- | ----- | ----- | ---------- | ---------- | --------- | --------- | ----- | ----- |
| Фамаликан           | Вторая лига      | 1983/1984        | 2         | 0         | —     | —     | —          | —          | —         | —         | 2     | 0     |
| Фамаликан           | Вторая лига      | 1984/1985        | 13        | 1         | —     | —     | —          | —          | —         | —         | 13    | 1     |
| Фамаликан           | Вторая лига      | 1985/1986        | 22        | 1         | —     | —     | —          | —          | —         | —         | 22    | 1     |
| Фамаликан           | Вторая лига      | 1986/1987        | 19        | 1         | —     | —     | —          | —          | —         | —         | 19    | 1     |
| Фамаликан           | Итого            | Итого            | 56        | 3         | —     | —     | —          | —          | —         | —         | 56    | 3     |
| Визела              | Вторая лига      | 1987/1988        | 36        | 13        | 1     | 0     | —          | —          | —         | —         | 37    | 13    |
| Визела              | Итого            | Итого            | 36        | 13        | 1     | 0     | —          | —          | —         | —         | 37    | 13    |
| Бенфика             | Примера          | 1988/1989        | 32        | 1         | 4     | 1     | —          | —          | 4         | 0         | 40    | 2     |
| Бенфика             | Примера          | 1989/1990        | 26        | 3         | 2     | 1     | 2          | 0          | 8         | 0         | 38    | 4     |
| Бенфика             | Примера          | 1990/1991        | 36        | 9         | 3     | 1     | —          | —          | 2         | 0         | 41    | 10    |
| Бенфика             | Примера          | 1991/1992        | 29        | 0         | 4     | 2     | 2          | 0          | 8         | 1         | 43    | 3     |
| Бенфика             | Примера          | 1992/1993        | 28        | 6         | 7     | 2     | —          | —          | 8         | 4         | 43    | 12    |
| Бенфика             | Примера          | 1993/1994        | 32        | 6         | 2     | 1     | 3          | 0          | 8         | 1         | 45    | 8     |
| Бенфика             | Примера          | 1994/1995        | 24        | 3         | 4     | 1     | 1          | 1          | 8         | 0         | 37    | 5     |
| Бенфика             | Итого            | Итого            | 207       | 28        | 26    | 9     | 8          | 1          | 46        | 6         | 287   | 44    |
| Витория (Гимарайнш) | Примера          | 1995/1996        | 30        | 5         | 3     | 1     | —          | —          | 4         | 0         | 37    | 6     |
| Витория (Гимарайнш) | Примера          | 1996/1997        | 33        | 7         | —     | —     | —          | —          | 3         | 1         | 36    | 8     |
| Витория (Гимарайнш) | Примера          | 1997/1998        | 33        | 2         | 1     | 0     | —          | —          | 1         | 0         | 35    | 2     |
| Витория (Гимарайнш) | Примера          | 1998/1999        | 32        | 1         | 1     | 0     | —          | —          | 1         | 0         | 34    | 1     |
| Витория (Гимарайнш) | Итого            | Итого            | 128       | 15        | 5     | 1     | —          | —          | 9         | 1         | 142   | 17    |
| Академика (Коимбра) | Вторая лига      | 1999/2000        | 28        | 2         | 2     | 0     | —          | —          | —         | —         | 30    | 2     |
| Академика (Коимбра) | Вторая лига      | 2000/2001        | 16        | 0         | 1     | 0     | —          | —          | —         | —         | 17    | 0     |
| Академика (Коимбра) | Итого            | Итого            | 44        | 2         | 3     | 0     | —          | —          | —         | —         | 47    | 2     |
| Всего за карьеру    | Всего за карьеру | Всего за карьеру | 471       | 61        | 35    | 10    | 8          | 1          | 55        | 7         | 569   | 79    |

1. ↑  Лига чемпионов УЕФА, Кубок УЕФА.

### Голы за сборную
|   | Дата            | Место    | Противник | Счёт | Турнир                                    |
| - | --------------- | -------- | --------- | ---- | ----------------------------------------- |
| 1 | 25 января 1989  | Афины    | Греция    | 2:1  | Товарищеский матч                         |
| 2 | 15 февраля 1989 | Лиссабон | Бельгия   | 1:1  | Чемпионат мира 1990 (отборочный турнир)   |
| 3 | 26 апреля 1989  | Лиссабон | Швейцария | 3:1  | Чемпионат мира 1990 (отборочный турнир)   |
| 4 | 20 февраля 1991 | Порту    | Мальта    | 5:0  | Чемпионат Европы 1992 (отборочный турнир) |

## Достижения

### В качестве игрока
Бенфика
- Чемпион Португалии (3): 1988/1989, 1990/1991, 1993/1994
- Обладатель Кубка Португалии: 1992/1993
- Обладатель Суперкубка Португалии: 1989
- Финалист Кубка европейских чемпионов: 1989/1990

### В качестве тренера
Рибейран
- Четвёртый дивизион Португалии: 2003/2004

Тондела
- Третий дивизион Португалии: 2011/2012